# 竹根镇
竹根镇，是中华人民共和国四川省乐山市五通桥区下辖的一个乡镇级行政单位。2019年12月，撤销杨柳镇，将其所属行政区域划归竹根镇管辖。

## 行政区划
竹根镇下辖以下地区：
两河口社区、佑君社区、黄桷井社区、涌江社区、茶花社区、市建会社区、岷江社区、新华村、茶花村、幸福村和易坝村。